# Frédéric Iriarte

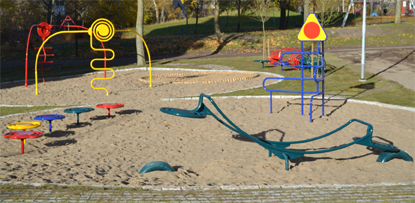
Lekskulptur och stadsmöbler i Fittja, Botkyrka (2010)

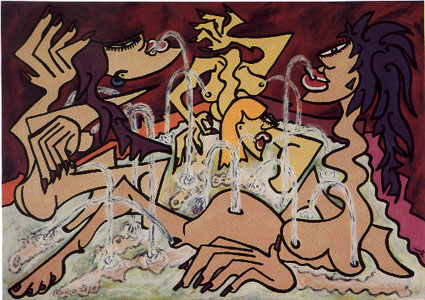
Fontaine aux plaisirs, olja på duk 100 x 140 cm (1991)

Frédéric Robert Iriarte, född 1 december 1963 i Paris, är en fransk-svensk målare, grafiker, skulptör och formgivare.
Frédéric Iriarte är verksam i Sverige sedan 1986. Innan han kom till Sverige tillhörde han den avantgardistiska rörelsen La Figuration Libre (Den Fria Figurationen) i södra Frankrike.
Frédéric Iriarte är representerad i bland andra Centre Georges-Pompidou i Paris, Musée d'Art Moderne de la ville de Paris, Franska institutet i Stockholm med flera städer och Örnsköldsviks museum. 

## Offentliga verk i urval
- Evolution, betong, 1998, Turinge skola, Nykvarn.

- Bärbara vingar, 2001, huvudentré till KTH-Syd/Södertörns högskola, Södertälje.
- Illusion, målning, 2002, i Sabbatsbergs sjukhus.
- Lekpark, 2008, Geneta centrum, Södertälje.
- Lekskulpturparken Spirel 1, 2008, i Fittja, Botkyrka.
- Lekskulpturparken Parc des expositions, 2011, Porte de Versailles i Paris, Frankrike.

## Utställningar och andra projekt i urval
- 1985 Stiftelsen Boris Vian, Eus och Paris i Frankrike
- 1986 Scenografi till pjäsen Fritt Fall Teater Aurora (Stockholm) regisserad av Hilda Hellwig och Claes Peter Hellwig
- 1990 Konst på papper Kulturhuset, Stockholm
- 1991 Södra galleriet, Stockholm
- 1994 Kyrkomässan Ett Mänskligt Rum, Stockholm, Le Fruit de la Pensée Château de Vespeille les pins, Rivesaltes (Frankrike)
- 1995 Le Cri Des Divinités Franska Institutet i Köpenhamn, Franska Institutet i Helsingfors, Galleri Pelin, Helsingfors (Finland) med flera
- 1996 Homage till Ilmar Laaban på  Liljevalchs konsthall i Stockholm
- 1997 Forces Naturelles, Väsby Konsthall, Galleri Kretsen i Södertälje och Galleri Danielson i Borgholm
- 1998 Konstmässan Art & Form, Stockholm
- 2001 Materialisation - Visualisation; en värld av uppfinningar  i Södertälje konsthall och Trelleborg Konsthall
- 2002 Örnsköldsviks museum, Södertälje Konsthall och Slottsgalleriet på Ekebyhovs slott i Ekerö
- 2004 Kulturhuset, Ytterjärna.
- 2005 Väsby konsthall ”Friendship IV”.
- 2007 Artiste in Résidence, Perpignan ”Lekskulpturer”.
- 2010 The New Nordic Art, Oslo, Norge Leadership Foundation.